# Uri Brodsky
Uri Brodsky (auch: Uri Brodski) alias Alexander Verin ist ein im Zusammenhang mit dem Mordanschlag auf den Hamas-Führer Mahmud al-Mabhuh in Dubai im Januar 2010 verdächtigter mutmaßlicher Agent des israelischen Geheimdienstes Mossad.
Nach ihm war mit einem von Deutschland beantragten europäischen Haftbefehl gefahndet worden, weil er an der illegalen Beschaffung eines deutschen Reisepasses beteiligt gewesen sein soll. Mit dem auf den Namen Michael Bodenheimer ausgestellten Pass war einer der mutmaßlichen Mörder in Dubai kurz vor dem Anschlag im Januar ein- und kurz danach wieder ausgereist.
Uri Brodsky wurde Anfang Juni 2010 auf dem Warschauer Flughafen Okecie verhaftet, am 12. August 2010 nach Deutschland ausgeliefert und durfte zwei Tage später nach Israel ausreisen.